# Handbook of British Mosses
Handbook of British Mosses (abreviado Handb. Brit. Mosses) es un libro con ilustraciones y descripciones botánicas que fue escrito por el botánico y micólogo británico Miles Joseph Berkeley. Fue publicado en Londres en el año 1863 con el nombre de Handbook of British Mosses; comprising all that are known to be natives of the British Isles.